# كايوان (لياونينغ)
كايوان، لياونينغ (بالصينية: 开原市) هي مدينة على مستوى مقاطعة، في الصين، تقع في تيلينغ، وشنيانغ، بلغ عدد سكانها 545,624 نسمة وذلك حسب إحصائيات سنة 2010، تبلغ مساحتها 2,824.78 كيلومتر مربع، رمزها البريدي هو 112300.

## المناخ
يظهر الجدول التالي التغييرات المناخية على مدار السنة لكايوان، لياونينغ:
| البيانات المناخية لـكايوان، لياونينغ | البيانات المناخية لـكايوان، لياونينغ | البيانات المناخية لـكايوان، لياونينغ | البيانات المناخية لـكايوان، لياونينغ | البيانات المناخية لـكايوان، لياونينغ | البيانات المناخية لـكايوان، لياونينغ | البيانات المناخية لـكايوان، لياونينغ | البيانات المناخية لـكايوان، لياونينغ | البيانات المناخية لـكايوان، لياونينغ | البيانات المناخية لـكايوان، لياونينغ | البيانات المناخية لـكايوان، لياونينغ | البيانات المناخية لـكايوان، لياونينغ | البيانات المناخية لـكايوان، لياونينغ | البيانات المناخية لـكايوان، لياونينغ |
| الشهر                                | يناير                                | فبراير                               | مارس                                 | أبريل                                | مايو                                 | يونيو                                | يوليو                                | أغسطس                                | سبتمبر                               | أكتوبر                               | نوفمبر                               | ديسمبر                               | المعدل السنوي                        |
| ------------------------------------ | ------------------------------------ | ------------------------------------ | ------------------------------------ | ------------------------------------ | ------------------------------------ | ------------------------------------ | ------------------------------------ | ------------------------------------ | ------------------------------------ | ------------------------------------ | ------------------------------------ | ------------------------------------ | ------------------------------------ |
| الدرجة القصوى °م (°ف)                | 6.9 (44.4)                           | 17.6 (63.7)                          | 19.8 (67.6)                          | 30.2 (86.4)                          | 34.5 (94.1)                          | 36.0 (96.8)                          | 36.6 (97.9)                          | 34.5 (94.1)                          | 33.2 (91.8)                          | 29.4 (84.9)                          | 21.4 (70.5)                          | 13.3 (55.9)                          | 36.6 (97.9)                          |
| متوسط درجة الحرارة الكبرى °م (°ف)    | −6.6 (20.1)                          | −2.3 (27.9)                          | 5.7 (42.3)                           | 15.9 (60.6)                          | 22.6 (72.7)                          | 27.0 (80.6)                          | 28.5 (83.3)                          | 27.6 (81.7)                          | 22.9 (73.2)                          | 14.9 (58.8)                          | 4.5 (40.1)                           | −3.5 (25.7)                          | 13.1 (55.6)                          |
| المتوسط اليومي °م (°ف)               | −13.4 (7.9)                          | −9.1 (15.6)                          | −0.3 (31.5)                          | 9.2 (48.6)                           | 16.3 (61.3)                          | 21.3 (70.3)                          | 23.8 (74.8)                          | 22.4 (72.3)                          | 16.1 (61.0)                          | 8.3 (46.9)                           | −1.3 (29.7)                          | −9.6 (14.7)                          | 7.0 (44.6)                           |
| متوسط درجة الحرارة الصغرى °م (°ف)    | −19.4 (−2.9)                         | −15.4 (4.3)                          | −6.2 (20.8)                          | 2.7 (36.9)                           | 10.0 (50.0)                          | 16.0 (60.8)                          | 19.6 (67.3)                          | 17.9 (64.2)                          | 10.3 (50.5)                          | 2.7 (36.9)                           | −6.3 (20.7)                          | −15 (5)                              | 1.4 (34.5)                           |
| أدنى درجة حرارة °م (°ف)              | −36.3 (−33.3)                        | −30.4 (−22.7)                        | −28.0 (−18.4)                        | −11.7 (10.9)                         | −3.9 (25.0)                          | 5.0 (41.0)                           | 12.0 (53.6)                          | 6.0 (42.8)                           | −2.3 (27.9)                          | −11.0 (12.2)                         | −23.6 (−10.5)                        | −33.2 (−27.8)                        | −36.3 (−33.3)                        |
| الهطول مم (إنش)                      | 4.7 (0.19)                           | 4.8 (0.19)                           | 15.2 (0.60)                          | 37.3 (1.47)                          | 51.3 (2.02)                          | 90.6 (3.57)                          | 174.5 (6.87)                         | 158.0 (6.22)                         | 62.2 (2.45)                          | 39.4 (1.55)                          | 15.6 (0.61)                          | 7.0 (0.28)                           | 660.6 (26.02)                        |
| متوسط أيام هطول الأمطار (≥ 0.1 mm)   | 3.4                                  | 3.9                                  | 5.1                                  | 7.9                                  | 9.2                                  | 12.5                                 | 13.8                                 | 11.3                                 | 8.2                                  | 6.9                                  | 5.2                                  | 4.2                                  | 91.6                                 |
| المصدر: Weather China                |                                      |                                      |                                      |                                      |                                      |                                      |                                      |                                      |                                      |                                      |                                      |                                      |                                      |

## أعلام
- شنغ شيكاي
- شياو شين يانج